# Ото Кум
Ото Кум (Хамбург, 1. октобар 1909 – 23. март 2004) је био СС-бригадефирер и генерал-мајор Вафен-СС и добитник Витешког крста са храстовим лишћем и мачевима. За време Другог светског рата био је командант 7. СС дивизије Принц Еуген и 1. СС дивизије Телесна гарда Адолфа Хитлера. После рата, био је један оснивача и први председник ХИАГ-а, организације бивших чланова Вафен-СС.